# Autochloris xanthogastroides
Autochloris xanthogastroides är en fjärilsart som beskrevs av William Schaus 1901. Autochloris xanthogastroides ingår i släktet Autochloris och familjen björnspinnare. Inga underarter finns listade i Catalogue of Life.